# Orthomiscus simplex
Orthomiscus simplex är en stekelart som först beskrevs av Mason 1966.  Orthomiscus simplex ingår i släktet Orthomiscus och familjen brokparasitsteklar. Inga underarter finns listade i Catalogue of Life.